# Bruno Cathomas
 (juin 2023).
Si vous disposez d'ouvrages ou d'articles de référence ou si vous connaissez des sites web de qualité traitant du thème abordé ici, merci de compléter l'article en donnant les références utiles à sa vérifiabilité et en les liant à la section « Notes et références ».
Bruno Cathomas est un acteur de théâtre et de cinéma suisse né le 11 octobre 1965 à Laax dans le canton des Grisons. Il a également réalisé des mises en scène.

## Biographie
Après son apprentissage de serrurier, il étudie à l'Académie d'art dramatique de Zurich. À partir de 1992, il joue à la Berlin Volksbühne am Rosa-Luxemburg-Platz dans des productions d'Andreas Kriegenburg, Christoph Marthaler, Johann Kresnik, Frank Castorf, Leander Haußmann, Martin Kušej et Stefan Bachmann.
Après son succès dans la mise en scène de Thomas Ostermeier de Shoppen & Ficken de l'auteur britannique Mark Ravenhill dans la caserne du Deutsches Theater, il est engagé au Theater Basel en 1999, où il travaille avec Stefan Bachmann, Lars-Ole Walburg et Rafael Sanchez.
À partir de 2002, il joue principalement à la Schaubühne de Berlin, dont il fait partie de la troupe depuis la saison 2004/2005. Là, il a joué dans des productions d'Ostermeier, Sanchez, Luk Perceval, Sebastian Nübling et Falk Richter. En tant que metteur en scène, il monte, entre 2003 et 2005, 3 pièces au Théâtre Maxim Gorki de Berlin. De 2009 à 2013, il est engagé au Thalia Theater (Hambourg). Depuis la saison 2013/14, il fait partie de l'ensemble du Schauspiel Köln.
En plus de ses rôles au théâtre, il a joué dans de nombreuses productions cinématographiques et télévisuelles. En 2005, il a joué dans l'installation cinématographique à 3 canaux de Julian Rosefeldt "The Perfectionist" où il incarne un homme qui à l'aide de machines à vent et à brouillard, prépare et répète le saut en parachute dans son appartement, mais ne saute jamais réellement. Il a été nommé pour le Prix du cinéma allemand en 1999 pour son rôle principal dans Viehjud Levi de Didi Danquart.
Il fait partie en février 2021 des 185 personnalités du monde du spectacle qui affirment publiquement leur homosexualité dans le Süddeutsche Zeitung Magazin (de).

## Théâtre

### Metteur en scène
- 2003 : Peanuts de Fausto Paravidino, Théâtre Maxim Gorki de Berlin
- 2004 : Bibel Factory, Théâtre Maxim Gorki de Berlin
- 2005 : Oscar Wilde - Ein Rausch, Théâtre Maxim Gorki de Berlin

## Filmographie
(juin 2023).
- 1987 : Jenatsch (réalisateur : Daniel Schmid)
- 1992 : Enfants de la Landstrasse (Réalisateur : Urs Egger)
- 1994 : Levzas petras
- 1994 : Burning Heart (Réalisateur : Peter Patzak)
- 1998 : Tatort : A Touch of Hollywood (TV, SFB, Réalisateur : Urs Odermatt)
- 1999 : Viehjud Levi (Réalisateur : Didi Danquart)
- 1999 : Le Chevalier noir (TV, SWR, réalisateur : Didi Danquart)
- 2000 : Liebes Luder (Réalisateur : Detlev Buck)
- 2001 : Frau2 tel HappyEnd (réalisateur : Edward Berger)
- 2001 : Le premier cas de Studer (TV, DRS, Réalisateur : Sabine Boss)
- 2001 : Utopia Blues (Réalisateur : Stefan Haupt)
- 2001 : Un millionnaire pour le petit-déjeuner (TV, SAT1, réalisateur : Jens Broecker)
- 2001 : Les Manns - Un roman du siècle (TV, ARD, Réalisateur : Heinrich Breloer)
- 2002 : Tatort : Die Schöner (TV, SWR, Réalisateur : Didi Danquart)
- 2002 : Une affaire extraordinaire (TV, SAT1, réalisé par Maris Pfeiffer)
- 2003 : NeuFundLand (réalisateur : Georg Maas)
- 2004 : Sugar Orange (réalisateur : Andreas Struck)
- 2006 : Offset (Réalisateur : Didi Danquart)
- 2006 : Black Sheep (Réalisateur : Oliver Rihs)
- 2007 : Chicken Mexicaine (Réalisateur : Armin Biehler)
- 2008 : Night Before Eyes (réalisateur : Brigitte Maria Bertele)
- 2008 : Bonne année (réalisateur : Christoph Schaub)
- 2010 : Wolf's Track (Réalisateur : Urs Egger)
- 2013 : À vos marques, prêts, WK ! (Réalisateur : Oliver Rihs)
- 2013 : Tatort : Borowski und der Engel (NDR, réalisé par Andreas Kleinert)
- 2015 : SOKO Cologne - Meurtre de formation continue
- 2016 : Goster (Réalisateur : Didi Danquart)
- 2016 : Hedda (Réalisateur : Andreas Kleinert)
- 2016 : Appel d'urgence depuis le bord bâbord – situation explosive
- 2016 : Heldt - Le coucou
- 2017 : Scène de crime : atterrir à cette époque
- 2017 : Scène de crime : ayez peur
- 2018 : Scène de crime : parmi les guerriers
- 2018 : À la fin tu es mort (Réalisateur : Daniel Lommatzsch)
- 2018 : Amur senza fin (Réalisateur : Christoph Schaub)
- 2018 : Qui a réellement inventé l'amour ?
- 2019 : The Undertaker - Liens de sang
- 2019 : Scène de crime : Le monstre de Kassel
- 2021 : Klara Sunday : Petits poissons, gros poissons (Réalisateur : Oliver Schmitz)
- 2022 : Klara Sunday : L'amour est aveugle (Réalisation : Jeanette Wagner)

## Pièces radiophoniques
- 2005 : Jane Bowles : Two Very Serious Ladies – Adaptation/Réalisation : Heike Tauch (Radio Play – DLR)

## Prix et récompenses
- 2008 : Prix du cinéma suisse (catégorie meilleur acteur pour son rôle dans Chicken Mexicaine)